# ۶۹ (پیش از میلاد)
۶۹ (پیش از میلاد) ۶۹مین سال قبل از تقویم میلادی است.